# (400190) 2006 XL19
(400190) 2006 XL19 es un asteroide perteneciente al cinturón de asteroides, descubierto el 11 de diciembre de 2006 por el equipo del Spacewatch desde el Observatorio Nacional de Kitt Peak, Arizona, Estados Unidos.

## Designación y nombre
Designado provisionalmente como 2006 XL19.

## Características orbitales
2006 XL19 está situado a una distancia media del Sol de 3,087 ua, pudiendo alejarse hasta 3,456 ua y acercarse hasta 2,718 ua. Su excentricidad es 0,119 y la inclinación orbital 22,47 grados. Emplea 1981,68 días en completar una órbita alrededor del Sol.

## Características físicas
La magnitud absoluta de 2006 XL19 es 15,7.